# Râul Răchita, Bașeu
Râul Răchita este un curs de apă, afluent al râului Bașeu. 